# Човек-зец
Човек-зец (енгл. Bunny Man) је урбана легенда која је 1970. настала због два инцидента у округу Ферфакс у савезној држави Вирџинији, али је проширена у подручју Вашингтона. Постоји пуно варијанти ове легенде, али у већини је то човек који носи одело зеца и напада људе секиром. У неким гласинама се спомиње да се сваке године током "Ноћи вештица" дух Човека-зеца појављује поводом обележавања његове смрти, тада се као појављују унакажена трупла. Постоји и мост који је назван по њему.
Полиција је отворила истрагу за оба инцидента, али оба су на крају затворена због недостатка доказа. У недељама после инцидената, више од 50 људи је контактирало полицију тврдећи да су видели Човека-зеца.